# Omantel
Oman Telecommunications Company (zkr. Omantel) je první telekomunikační společností v Ománu a hlavním poskytovatelem internetových služeb v zemi. V dubnu 2008 získal Omantel podíl 65 % v pákistánském telekomunikačním podniku WorldCall. Stát Omán vlastní 70 % akcií Omantelu.

## PowerNet
Omantel PowerNet je jedinou internetovou službou v Ománu, která poskytuje širokopásmové připojení, a to s využitím technologie ADSL2+. Poskytovány jsou balíčky služeb stahování dat v rozmezí od 512 kbit/s až 16 Mbit/s.

## Oman Mobile
Oman Mobile dceřiná společnost Omantelu, která poskytuje zákazníkům možnost volání z mobilních telefonů. Ke standardnímu volání a posílání SMS je nabízen i balíček pro služby BlackBerry.
Od ledna 2009 čítá zákaznická základna firmy Oman Mobile přibližně 1,7 milionu lidí.